# Супербоул XXX
Супербоул XXX (англ. Super Bowl XXX) — это матч по американскому футболу. 30 решающая игра сезона НФЛ. Матч прошёл 28 января 1996 года. В присутствии 76 347 человек Даллас Ковбойс победил Питтсбург Стилерз со счётом 27-17.

## Трансляция
В США игру транслировал NBC. Стоимость 30-секундной рекламы была 1,085 млн долларов США. Матч транслировали более 150 стран мира.

## Ход матча

### Первая половина
Даллас сделал тачдаун и филд гол, начав лидерство с 10:0. Уже во второй четверти Даллас забивает филд гол и лидерство увеличиваться до 13-0. В конце второй четверти Питтсбург смог сделать тачдаун и сократить счет перед перерывом 7-13.

### Вторая половина
В середине третьей четверти тачдаун от Даллас делает счет 20-7 в пользу «Ковбоев». Питсбург оформляет филд гол и сокращает разрыв в счете до 10-20. После филд гола Питсбург делает удачный удар в бок (с англ.-- Onside kick). Затем тачдауном Питсбург приближается к Далласу проигрывая всего лишь, 17-20. За три с половиной минуты тачдаун Далласа делает счет 27-17. После этого у Питсбурга не получится пройти 10 ярдов за четыре попытки, игроки Далласа сожгут много времени, а так называемая «Хейл мэри» (с англ. Hail mary -очень длинный пас вперед) за 4 секунды до конца, будет перехвачена.
|               | 1  | 2 | 3 | 4  | ФИНАЛ |
| ------------- | -- | - | - | -- | ----- |
| Ковбойс (НФК) | 10 | 3 | 7 | 7  | 27    |
| Стилерз (АФК) | 0  | 7 | 0 | 10 | 17    |

на стадионе Солнечного Дьявола, Темпе, Аризона
- Дата : 28 января 1996 г.

ИНФОРМАЦИЯ
DAL--Даллас, PIT--Питсбург, ЭП--экстрапоинт
■ Первая четверть:
⊙DAL-12:05-42-ярдовый филд гол, Даллас повел 3-0
⊙DAL-5:23-3-ярдовый тачдаун+ЭП, Даллас ведет 10-0
■ Вторая четверть:
⊙DAL-6:03-35-ярдовый филд гол, Даллас ведет 13-0
⊙PIT-0:13-6-ярдовый тачдаун+ЭП, Питсбург сократил до 7-13
■ Третья четверть:
⊙DAL-6:42-1-ярдовый тачдаун+ЭП, Даллас ведет 20-7
■ Четвёртая четверть:
⊙PIT-11:20-46-ярдовый филд гол, Питсбург сократил до 10-20
⊙PIT-6:36-1-ярдовый тачдаун+ЭП, Питсбург сократил до 17-20
⊙DAL-3:43-4-ярдовый тачдаун+ЭП, Даллас ведет 27-17